# سمندرهای گل‌ولای
سمندرهای گِل‌ولای (انگلیسی: Necturus) یک سَرده (جنس) از سمندرهای آبزی در خانواده سفیدسمندران است. گونه‌های این سرده، بومی شرق ایالات متحده و کانادا هستند. آنها با نام‌های رایج «سگ آبی» و «توله گِلی» هم شناخته می‌شوند. سمندر خال‌خالی (N. maculosus) احتمالاً شناخته‌شده‌ترین گونه از سمندرهای گِل‌ولای است. این جاندار به‌عنوان یک دوزیست با شکاف آبشش، اغلب در کلاس‌های کالبدشناسی مقایسه‌ای تشریح می‌شود. سمندر خال‌خالی بیشترین دامنه انتشار را در میان هر سمندر تماماً آبزی در آمریکای شمالی دارد.

## آرایه‌شناسی
جنس سمندرهای گل‌ولای مورد بررسی دقیق دانشمندان خزنده‌شناس و دوزیست‌شناس قرار دارد. رابطه بین گونه‌های آن همچنان درحال بررسی است. در سال ۱۹۹۱ جوزف کالینز N. maculosus louisianensis* را به عنوان گونه مستقل N. louisianensis* ارتقا داد. این گونه که در ابتدا توسط پرسی ویوسکا شناسایی شده‌بود، معمولاً یک زیرگونه از سمندر خال‌خالی (N. maculosus) در نظر گرفته می‌شد. با این حال، تفسیر کالینز به‌طور گسترده پذیرفته نشد. سپس با تحقیقاتی در سال ۲۰۱۸ این گونه به عنوان گونه‌ای مستقل شناخته‌شد و وبسایت «گونه‌های دوزیست جهان» (Amphibian Species of the World) نیز بر اساس این نتایج N. louisianensis* را گونه مجزا معرفی کرده، گرچه تمامی منابع با آن موافق نیستند.

## توصیف
سمندرهای گل‌ولای، دگردیسی‌نایافته هستند؛ یعنی در دوران بلوغ نیز ویژگی‌های ظاهری مرحلهٔ لاروی را حفظ می‌کنند. این ویژگی‌ها شامل آبشش‌های بیرونی، دو جفت شکاف آبششی و نداشتن پلک است. آن‌ها جثه‌ای نسبتاً تنومند دارند و دارای دو جفت اندام حرکتی کوتاه ولی کامل و دمی پهن‌شده از طرفین‌اند. ریه‌ها در آن‌ها وجود دارد، اما بسیار کوچک‌اند. اندازهٔ معمول سمندرهای گل‌ولای بالغ حدود ۲۰ تا ۲۵ سانتی‌متر است، ولی گونهٔ سمندر خال‌خالی بزرگ‌تر است و ممکن است تا ۴۰ سانتی‌متر رشد کند.
سمندر خال‌خالی پشتی به رنگ قهوه‌ای تا خاکستری با لکه‌های سیاه متمایل به آبی دارد. ممکن است لکه‌هایی نیز روی شکم آن دیده شود، ولی این لکه‌ها می‌توانند از بسیار پررنگ تا کاملاً غایب متغیر باشند. آبشش‌های پرپشت و قرمز تیره‌رنگی دارد. در هر پای عقب، چهار انگشت دیده می‌شود.

## تولید مثل
ماده‌ها در اواخر بهار و اوایل تابستان، تخم‌های خود را زیر سنگ‌ها یا دیگر پوشش‌های بزرگ قرار می‌دهند. آن‌ها تا زمان بیرون آمدن نوزادان، از آشیانه نگهبانی می‌کنند. ماده‌ها در این دوره همچنان به تغذیه می‌پردازند، اما اگر منابع غذایی در دسترس نباشد، ممکن است برای تأمین انرژی، بخشی از تخم‌های خود را بخورند. باور بر این است که نوزادها ممکن است تا ماه نوامبر زیر همان سنگ‌ها باقی بمانند.

## بوم‌شناسی
سمندرهای گل‌ولای در آب‌های سطحی زندگی می‌کنند و محیط‌هایی با آب زلال و بستر سنگی بدون گل‌ولای را ترجیح می‌دهند. گونهٔ سمندر خال‌خالی در دریاچه‌ها، رودها، نهرها و جویبارها یافت می‌شود. این جانوران به آب‌های کم‌عمق و سرد، به‌ویژه از پاییز تا اوایل بهار علاقه دارند. بیش‌ترین فعالیت آن‌ها در دمسمندر خال‌خالی ای میان ۹٫۱ تا ۲۰٫۲ درجهٔ سانتی‌گراد دیده می‌شود. در روزها زیر سنگ‌ها یا کُنده‌های درخت و زباله‌های گیاهی پنهان می‌شود و شب‌ها برای تغذیه بیرون می‌آید. آن‌ها طعمه‌های متنوعی را می‌خورند ولی به خوردن خرچنگ‌های آب شیرین گرایش بیشتری دارند. در زمستان و بهار نیز از ماهی‌ها تغذیه می‌کنند.
سمندرهای خال‌خالی شاخص خوبی برای سنجش سلامت بوم‌سازگان به‌شمار می‌روند. این گونه بارها در نتیجهٔ صید ناخواسته (به‌ویژه در ماهیگیری یخی منفعل)، آلودگی شیمیایی و گل‌آلود شدن زیستگاه آسیب دیده است. قارچ کیتریدیِ دوزیستان (Bd) در نمونه‌های در اسارت این جانور مشاهده شده، ولی هنوز مشخص نیست که جمعیت‌های وحشی آن نیز تحت تأثیر این بیماری قرار گرفته‌اند یا نه.